# 近石涼
近石涼（ちかいし りょう）は日本のミュージシャン。
神戸を拠点にシンガーソングライターとして活動している。
身長は183.5cm、体重66kg

## 略歴
2014年　閃光ライオット2014 コピバンステージ 出演
2016年　COMIN'KOBE2016 出演
2018年　テレビ東京系「THE★カラオケバトル」 出演
2019年　フジテレビ系「アカペラ日本一決定戦　全国ハモネプリーグ」 サス４リードボーカルとして出演
　　　　  テレビ朝日系「MUSIC STATION」RADWIMPSのバックコーラスに参加
完全自主制作アルバム「歯型」をリリース